# Guineas fodboldlandshold
Guineas fodboldlandshold er fodboldlandsholdet i Guinea, kontrolleret af Fédération Guinéenne de Football. De har aldrig kvalificeret sig til VM, og deres bedste resultat til de afrikanske mesterskaber er en andenplads (1976).

## VM-historie
- 1930 til 1962 – Deltog ikke
- 1966 – Trak sig
- 1970 – Deltagelse ikke godkendt af FIFA
- 1974 til 1998 – Ikke kvalificeret
- 2002 – Diskvalificeret af FIFA i kvalificeringen
- 2006 til 2010 – Ikke kvalificeret